# Інамбу червоногузий
Інамбу червоногузий (Tinamotis pentlandii) — птах, що належить до родини тинамо́вих (Tinamidae).

## Поширення
Птах мешкає на високогірних луках на висоті 4000-4700 м. Вид поширений у Перу, Болівії, на півночі Чилі та Аргентини.

## Опис
Тіло сягає 41 см завдовжки. Забарвлення коричневе з білими плямами. Груди сірі, черево руде. Голова біла з рудими смугами.